# Temptation Waits
«Temptation Waits» es una canción interpretada por la banda estadounidense Garbage que aparece en su álbum Version 2.0, como canción de apertura. Fue lanzado solamente en España. Esta canción ha sido usada para programas y series de TV como Angel, Dawson's Creek, The Sopranos y Buffy the Vampire Slayer.